# HK P30
Le P30 est un pistolet produit par Heckler & Koch basé sur les USP (Universelle Selbstladepistole : pistolet à chargement automatique) et P2000. Il est conçu pour être ambidextre. Cette arme est construite à base de polymères ce qui la rend très légère. Ce PA est disponible en calibre 9 x 19 mm ou en calibre .40 Smith & Wesson pour le marché nord américain. 

## Technique & Variantes
Comme son modèle, cette arme de poing offre plusieurs configurations mécaniques et de taille donnant naissances aux :
- P30 V1 et P30 V2 (double action / simple action, levier de désarmement et de sécurité) : Les variantes 1 (levier à gauche) et 2 (levier à droite) permettent à l'utilisateur de transporter le pistolet en mode simple action (armé et verrouillé) avec la sécurité manuelle engagée. Ce même pistolet, sans modification, peut être transporté en mode double action (chien rabattu), avec ou sans sécurité manuelle engagée, et avec l'avantage du levier de désarmement.
- P30 V3 et P30 V4 (double action / simple action, levier de désarmement, mais pas de sécurité) : Les variantes 3 (levier à gauche) et 4 (levier à droite) sont équipées du levier de désarmement qui ne possède pas la position sécurité. Cette combinaison permet seulement de libérer le marteau, le faisant passer de la position SA à la position DA, sans faire partir le coup. Ces variantes ne possèdent donc pas de sécurité permettant d’empêcher le tir lors d’une pression sur la queue de détente.

Le P30 L (pour lang) est une version à canon plus long. Les P30S et P30 LS sont dotés d'un levier de sécurité manuelle.
| Version | Munition                                 | Cadence de tir théorique | Longueur | Canon  | Masse avec le chargeur vide | Chargeur      |
| ------- | ---------------------------------------- | ------------------------ | -------- | ------ | --------------------------- | ------------- |
| P30     | 9mm Parabellum/9 mm IMI (marché italien) | 30 coups par minute      | 18 cm    | 9,9 cm | 0,74 kg                     | 15 cartouches |
| P30L    | 9mm Parabellum                           | 30 coups par minute      | 20 cm    | 11 cm  | 0,78 kg                     | 15 cartouches |

En calibre .40, le chargeur contient 13 cartouches.

## Diffusion
Depuis 2015 au sein de la Bundespolizei et de la Landespolizei de la Hesse.
 Depuis 2017 au sein de la Police Municipale de Vannes. Il est également en service dans la police municipale d’Aix-en-Provence et Loudéac.
 Depuis 2015 au sein de la douane et du Grenzwachtkorps.

## Le P30 sur les écrans populaires
Le modèle P30 apparaît relativement peu au cinéma ou à la télévision par rapport au HK USP. Selon, IMFDB, il se retrouve néanmoins dans les mains, du mercenaire Gunnar dans Expendables 3, du tueur à gages slave John Wick dans sa série de films et du super-héros Hawkeye dans l'Univers cinématographique Marvel. Enfin le téléspectateur attentif peut l’apercevoir dans les séries TV Dark blue : Unité infiltrée ou Hawaï 5-0 mais surtout Alerte Cobra (sous la forme de sa réplique  Umarex en 9 mm à blanc).
Jack Bauer et ses ennemis l’utilisent également dans les dernières saisons de la série 24 heures chrono.

## Sources
- (en) Cet article est partiellement ou en totalité issu de l’article de Wikipédia en anglais intitulé « Heckler & Koch P30 » (voir la liste des auteurs) récoupé et complété par la lecture de  W.FOWLER, A. NORTH & CH. STRONGE, L'Encyclopédie illustrée des pistolets, revolvers, mitraillettes & pistolets mitrailleurs, Terres éditions, 2013 (traduction française d'un ouvrage collectif anglais) et de L'Encyclopédie de l'Armement mondial,  par J. Huon (éditions Grancher,7 tomes, 2011-2015).